# Francis Davidson
Francis Henry Norman Davidson, britanski general, * 1892, † 1973.